# WASP-61
WASP-61 är en ensam stjärna i södra delen av stjärnbilden Haren. Den har en skenbar magnitud av ca 12,49 och kräver ett kraftfullt teleskop för att kunna observeras. Baserat på parallax enligt Gaia Data Release 2 på ca 2,0 mas, beräknas den befinna sig på ett avstånd på ca 1 620 ljusår (ca 496 parsek) från solen. Den rör sig bort från solen med en heliocentrisk radialhastighet på ca 19 km/s.

## Egenskaper
WASP-61 är en gul till vit stjärna i huvudserien av spektralklass F7 V. Den har en massa som är ca 1,22 solmassa, en radie som är ca 1,36 solradie och har en effektiv temperatur av ca 6 300 K. Stjärnan är utarmad på tunga element och har motsvarande 40 procent av solens innehåll av järn.

## Planetsystem
År 2012 upptäcktes en exoplanet, WASP-61 b, i form av en transiterande superjupiter i en snäv, cirkulär bana. Dess jämviktstemperatur är 1 565 ± 35 K. Planetbanan är väl anpassad till stjärnans ekvatorialplan, med en avvikelse av 4,0+17,1
−18,4°
| Planet | Massa          | Halv storaxel (AE) | Siderisk omloppstid (d) | Excentricitet | Inklination  | Radie          |
| ------ | -------------- | ------------------ | ----------------------- | ------------- | ------------ | -------------- |
| b      | 2,05 ± 0,17 MJ | 0,05146 ± 0,00097  | 3,855900 ± 0,000003     | <0,074        | 89,35 ± 0,45 | 1,41 ± 0,22 RJ |